# Lista över svenska minfartyg
Detta är en lista över svenska minfartyg.

## Operativa
- HMS Carlskrona (M04) - går numera under fartygsnummer P04 som ledningsfartyg.

## Utrangerade
- HMS Älvsnabben (M01)
- HMS Älvsborg (M02)
- HMS Visborg (M03) - Gick under fartygsnummer A265 som underhållsfartyg. Nu såld till Stena Metall

## Avbeställda
- HMS Älvsborg - avbeställdes 1958.